# Reggie de Jong
Regina Constance de Jong, detta Reggie (Hilversum, 7 gennaio 1964), è un'ex nuotatrice olandese.

## Biografia
Reggie de Jong è nata a Hilversum il 7 gennaio 1964. Specializzata nello stile libero ha vinto la medaglia di bronzo nella staffetta 4x100 m sl alle olimpiadi di Mosca 1980.

## Palmarès
- Olimpiadi

Mosca 1980: bronzo nella staffetta 4x100 m sl.
- Europei

1983 - Roma: bronzo nella staffetta 4x200 m sl.